# Alexis De Sart
Alexis De Sart (Waremme, 12 novembre 1996) è un calciatore belga, centrocampista dell'RWDM47.

## Biografia
È figlio di Jean-François De Sart e fratello di Julien de Sart, a loro volta calciatori.

## Carriera

### Club
Cresce calcisticamente nello Standard Liegi, con cui il 30 luglio 2014 fa il suo debutto in Europa League nel preliminare contro i bosniaci del Željezničar.
Nel 2016 passa al Sint-Truiden, dove rimane per tre stagioni, collezionando in totale 78 presenze e 8 reti.
Il 10 luglio 2019 si trasferisce all'Anversa.

### Nazionale
Dopo aver raccolto 16 apparizioni totali col Belgio Under-18 e Belgio Under-19, nel 2017 debutta con la Nazionale under-21. Viene convocato dalla Nazionale belga under-21 per l'Europeo 2019. De Sart colleziona soltanto una presenza nella manifestazione, subentrando al 78º nella gara persa 2-1 con la Spagna.

## Statistiche

### Presenze e reti nei club
Statistiche aggiornate al 10 novembre 2017.
| Stagione            | Squadra             | Campionato          | Campionato | Campionato | Coppe nazionali | Coppe nazionali | Coppe nazionali | Coppe continentali | Coppe continentali | Coppe continentali | Altre coppe | Altre coppe | Altre coppe | Totale | Totale | Totale |
| Stagione            | Squadra             | Comp                | Pres       | Reti       | Comp            | Pres            | Reti            | Comp               | Pres               | Reti               | Comp        | Pres        | Reti        | Pres   | Reti   |        |
| ------------------- | ------------------- | ------------------- | ---------- | ---------- | --------------- | --------------- | --------------- | ------------------ | ------------------ | ------------------ | ----------- | ----------- | ----------- | ------ | ------ | ------ |
| 2015-gen. 2016      | Standard Liegi      | D1                  | 0          | 0          | CB              | 0               | 0               | UEL                | 2                  | 0                  | -           | -           | -           | 2      | 0      |        |
| gen.-giu. 2016      | Sint-Truiden        | D1                  | 2+4        | 0          | CB              | -               | -               | -                  | -                  | -                  | -           | -           | -           | 6      | 0      |        |
| 2016-2017           | Sint-Truiden        | D1                  | 3+8        | 0          | CB              | 0               | 0               | -                  | -                  | -                  | -           | -           | -           | 11     | 0      |        |
| 2017-2018           | Sint-Truiden        | D1                  | 14         | 2          | CB              | 1               | 0               | -                  | -                  | -                  | -           | -           | -           | 15     | 2      |        |
| Totale Sint-Truiden | Totale Sint-Truiden | Totale Sint-Truiden | 31         | 2          |                 | 1               | 0               |                    | -                  | -                  |             | -           | -           | 32     | 2      |        |
| Totale carriera     | Totale carriera     | Totale carriera     | 31         | 2          |                 | 1               | 0               |                    | 2                  | 0                  |             | -           | -           | 34     | 2      |        |

### Cronologia presenze e reti in nazionale
| Cronologia completa delle presenze e delle reti in nazionale ― Belgio under 21 | Cronologia completa delle presenze e delle reti in nazionale ― Belgio under 21 | Cronologia completa delle presenze e delle reti in nazionale ― Belgio under 21 | Cronologia completa delle presenze e delle reti in nazionale ― Belgio under 21 | Cronologia completa delle presenze e delle reti in nazionale ― Belgio under 21 | Cronologia completa delle presenze e delle reti in nazionale ― Belgio under 21 | Cronologia completa delle presenze e delle reti in nazionale ― Belgio under 21 | Cronologia completa delle presenze e delle reti in nazionale ― Belgio under 21 |
| Data                                                                           | Città                                                                          | In casa                                                                        | Risultato                                                                      | Ospiti                                                                         | Competizione                                                                   | Reti                                                                           | Note                                                                           |
| ------------------------------------------------------------------------------ | ------------------------------------------------------------------------------ | ------------------------------------------------------------------------------ | ------------------------------------------------------------------------------ | ------------------------------------------------------------------------------ | ------------------------------------------------------------------------------ | ------------------------------------------------------------------------------ | ------------------------------------------------------------------------------ |
| 5-9-2017                                                                       | Oud-Heverlee                                                                   | Belgio under 21                                                                | 0 – 0                                                                          | Turchia under 21                                                               | Qual. Europeo Under-21 2019                                                    | -                                                                              |                                                                                |
| 6-10-2017                                                                      | Oud-Heverlee                                                                   | Belgio under 21                                                                | 1 – 1                                                                          | Svezia under 21                                                                | Qual. Europeo Under-21 2019                                                    | -                                                                              |                                                                                |
| 9-11-2017                                                                      | Oud-Heverlee                                                                   | Belgio under 21                                                                | 3 – 2                                                                          | Cipro under 21                                                                 | Qual. Europeo Under-21 2019                                                    | -                                                                              |                                                                                |
| Totale                                                                         |                                                                                | Presenze                                                                       | 3                                                                              |                                                                                | Reti                                                                           | 0                                                                              |                                                                                |

## Palmarès

### Club

#### Competizioni nazionali
- Coppa del Belgio: 1

Anversa: 2019-2020
- Tweede klasse: 1

RWDM47: 2022-2023